# Antonino Calderone

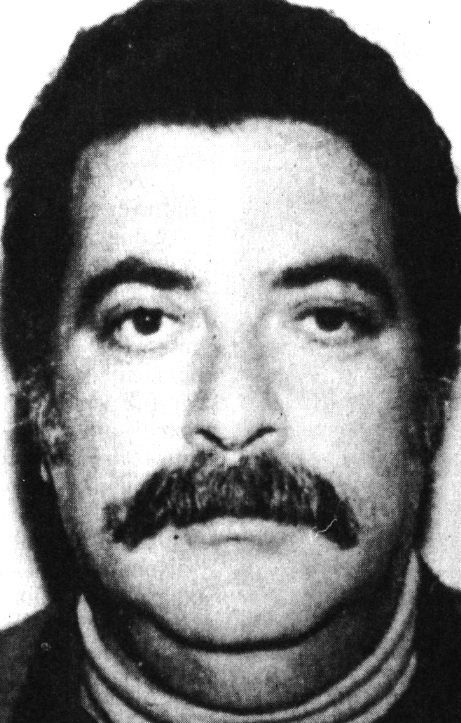
Maffiabaas en pentito (spijtoptant) Antonino Calderone

Antonino Calderone (Catania, 24 oktober 1935 – 10 januari 2013) was een Siciliaans maffioso.
Antonio was de broer van de Cataniaanse maffiabaas Giuseppe Calderone, die in 1978 in opdracht van Totò Riina werd vermoord. Nadat hij in 1986 werd gearresteerd, werd hij een getuige voor het Openbaar Ministerie (pentito). Hij schreef zijn memoires die in 1992 werden gepubliceerd en worden beschouwd als een handboek voor het begrijpen van de Cosa Nostra en het leven van de maffiosi. 
Hij stierf op een geheime plek op 10 januari 2013.